# Soulédé-Roua
Soulédé-Roua (ou Roua) est une commune du Cameroun située dans la région de l'Extrême-Nord et le département du Mayo-Tsanaga.

## Population
Lors du recensement de 2005, la commune comptait 57 660 habitants, dont 1 881 pour Soulédé-Roua proprement dit.

## Structure administrative de la commune
Outre Soulédé-Roua proprement dit, la commune comprend les villages suivants :
- Balda
- Bao Ndevgai
- Bao-Tassai
- Bao-Vara
- Dissambak
- Doumgar
- Dzah
- Fogom
- Golibai
- Gueldakam
- Madakonai I
- Madakonai II
- Matakam-Soulédé
- Mazam-Kissadao
- Mazam-Koné
- Mazam-Zhere
- Mazaya
- Medemché
- Mesdaï
- Ndevgaï-Midre
- Oudoumzaraï
- Roua-Centre
- Soulédé-Goldak
- Zélé
- Zogom-Bodomje
- Wayam-Ndzoma